# راندي جين
راندي جين (بالإنجليزية: Randy Jayne) هو ضابط أمريكي، ولد في 25 سبتمبر 1944 في كيركفيل في الولايات المتحدة.